# Гарделеген
Гарделеген (њем. Gardelegen) град је у њемачкој савезној држави Саксонија-Анхалт. Једно је од 40 општинских средишта округа Алтмарк Салцведел. Према процјени из 2010. у граду је живјело 14.588 становника. Посједује регионалну шифру (AGS) 15081135, NUTS (DEE04) и LOCODE (DE GAR) код.

## Географски и демографски подаци
Гарделеген се налази у савезној држави Саксонија-Анхалт у округу Алтмарк Салцведел. Град се налази на надморској висини од 43 метра. Површина општине износи 250,5 km². У самом граду је, према процјени из 2010. године, живјело 14.588 становника. Просјечна густина становништва износи 58 становника/km².